# Gottesbichl
Gottesbichl (slowenisch Ovše) ist ein Ort in Kärnten. Der Ort wird durch die Katastralgemeinde-, Gemeinde- und Bezirksgrenze durchschnitten.
Der Großteil des Ortes liegt auf dem Gebiet der Katastralgemeinde Blasendorf und gehört zur Ortschaft Hörtendorf, die den gleichnamigen Stadtbezirk der Stadt Klagenfurt am Wörthersee umfasst. 
Ein kleiner Teil im Norden des Ortes liegt auf dem Gebiet der Katastralgemeinde St. Thomas, gehört zur Marktgemeinde Magdalensberg im Bezirk Klagenfurt-Land und bildet eine eigene Ortschaft Gottesbichl jener Gemeinde.
Koordinaten: 46° 39′ N, 14° 22′ O